# Chinohose

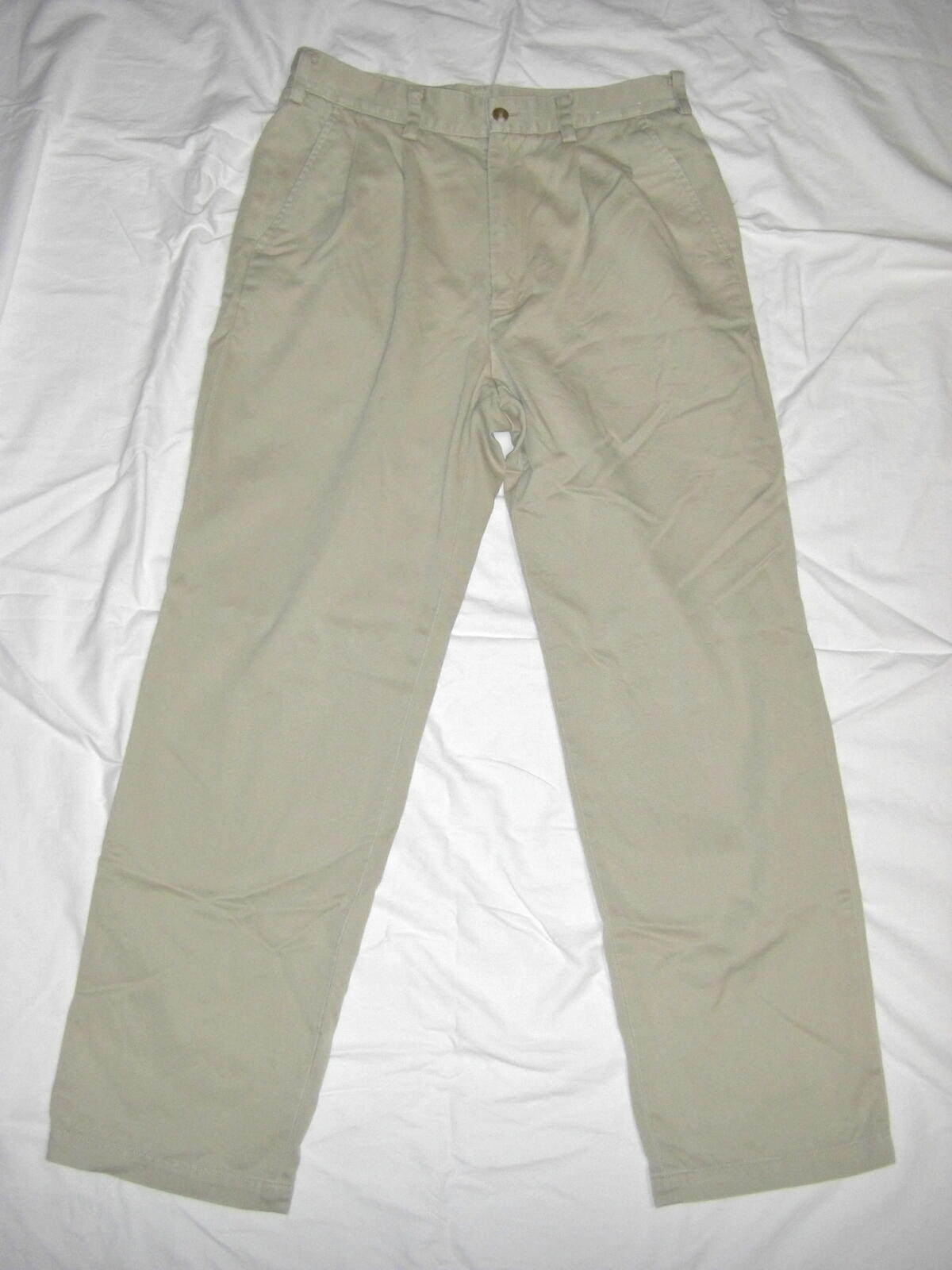

Chinohosen (Aussprache [ˈtʃiːno]) sind Hosen aus Chino-Twill, einem Baumwollstoff in Köperbindung. In der Regel handelt es sich dabei um leichte Sommerhosen. Charakteristisch ist ein locker sitzender Schnitt mit zwei französischen Hosentaschen vorn, und zwei horizontalen Paspeltaschen hinten. Die hinteren Taschen können mit Knopf ausgeführt sein, oder (oft bei Damen-Chinohosen) als Blindtaschen.
Der Twillstoff wurde zuerst ab der Mitte des 19. Jahrhunderts für britische und französische Uniformhosen verwendet. Nach der Rückkehr amerikanischer Soldaten aus dem Spanisch-Amerikanischen Krieg im Jahr 1898 brachten sie diese Hosen auch in die Zivilkleidung ein. Um Stoff zu sparen, hatten sie keine Umschläge.
Die Herkunft des Namens ist umstritten. Nach einer Hypothese erhielt der Stoff, da er ursprünglich in China gefertigt wurde, auf den Philippinen den spanischen Namen Chino, der dann auf die Hosen übertragen wurde. Nach einer anderen Hypothese stammt der Name vom lateinamerikanisch-spanischen Wort für „geröstet“, das wiederum aus dem Persischen stammt und die typische Farbe meint.
Chinohosen werden heute in vielen Farben gefertigt. Dabei sind helle Farben häufiger, da Chinos ursprünglich Sommerhosen waren. Sie werden heute jedoch zu jeder Jahreszeit und in den verschiedensten Kombinationen getragen: sportlich mit Sneakern und T-Shirt oder eleganter mit feinem Schuhwerk wie etwa Slippern und Hemd oder Bluse. Stilistisch werden sie formeller als Jeans, aber legerer als Anzughosen eingeordnet. Die moderne Variante als Chino-Shorts, die knapp über dem Knie enden, ist eine reine Freizeithose.